# Otto Erich Deutsch

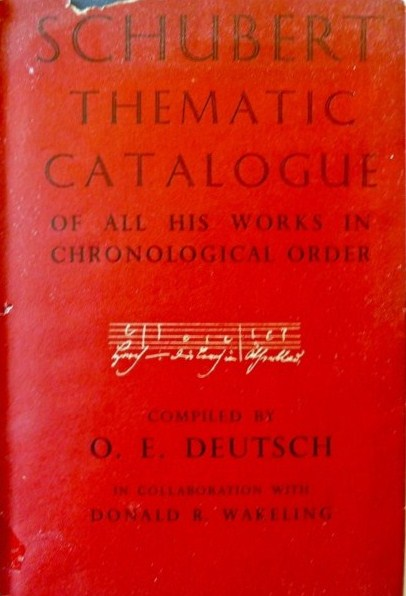
Il catalogo tematico di Otto Erich Deutsch.

Otto Erich Deutsch (Vienna, 5 settembre 1883 – Baden bei Wien, 23 novembre 1967) è stato un musicologo austriaco, ricordato principalmente per il suo catalogo cronologico delle opere di Franz Schubert.

## Biografia
Dopo aver studiato storia dell'arte e storia della letteratura a Vienna e a Graz, fu, tra il 1908 e il 1909 critico musicale per l'edizione viennese del settimanale die Zeit. Negli anni immediatamente successivi ricoprì la carica di assistente presso l'Istituto di Storia dell'Arte dell'università di Vienna. Tra il 1926 e il 1935 fu curatore dell'archivio musicale di Anthony van Hoboken. Visse a Cambridge a partire dal 1939 a causa delle sue origini ebraiche, prendendo successivamente la cittadinanza inglese. Tornò a vivere in Austria nel 1952.
La sua opera più importante fu pubblicata in inglese nel 1951 col titolo Franz Schubert – Thematic Catalogue of all his works in chronological order: si tratta del catalogo generale delle composizioni di Schubert, che da allora si indicano convenzionalmente col numero d'ordine del catalogo preceduto dalla lettera D di Deutsch.
Deutsch morì a Baden bei Wien il 23 novembre 1967 all'età di 84 anni. Fu sepolto in una tomba onoraria del Cimitero Centrale di Vienna.